# 切爾沃內 (海辛區)
48°55′28″N 29°1′17″E / 48.92444°N 29.02139°E
切爾沃內（烏克蘭語：Червоне）是烏克蘭的村落，位於該國西南部文尼察州，由海辛區負責管轄，始建於1629年，面積1.88平方公里，海拔高度238米，2001年人口654，人口密度每平方公里347.5人。